# Borsos Márton (ügyvéd)
Borsos Márton (Ságvár, 1796. november 14. – Monor, 1876. május 19.) ügyvéd, szerkesztő, Borsos József festőművész, fényképész apja.

## Élete
Szerkesztette az Ismertető című gazdasági és kereskedési, ill. az Ismertető című összművészeti folyóiratokat 1836–1840 között, valamint a Világ című politikai lapot 1841. január 2-tól augusztus 14-ig, ezután a lapnak kiadó-tulajdonosa lett 1844. június 28-ig, amikor az megszűnt. Folytatása, a Budapesti Híradó 1844. július 2-től 1848. június 15-ig szintén az ő kiadásában jelent meg. Ennek a lapnak is tulajdonosa volt.
Írt beszédet, költeményt, bécsi levelet és könyvismertetést a Rajzolatokba 1835–1838 között.

## Művei
- Tachigraphia vagyis a gyorsirás theoretikai s praktikai oktatása. Magyar nyelvre alkalmaztatva. Pest, 1833.
- A borjavításnak és vegyítésnek felfedezett titkai. Pest, 1846.
- Törvényczikkek az Árpádok és vegyes királyok korából. Pest, 1863.